# سازمان اطلاعات نظامی (جمهوری چک)

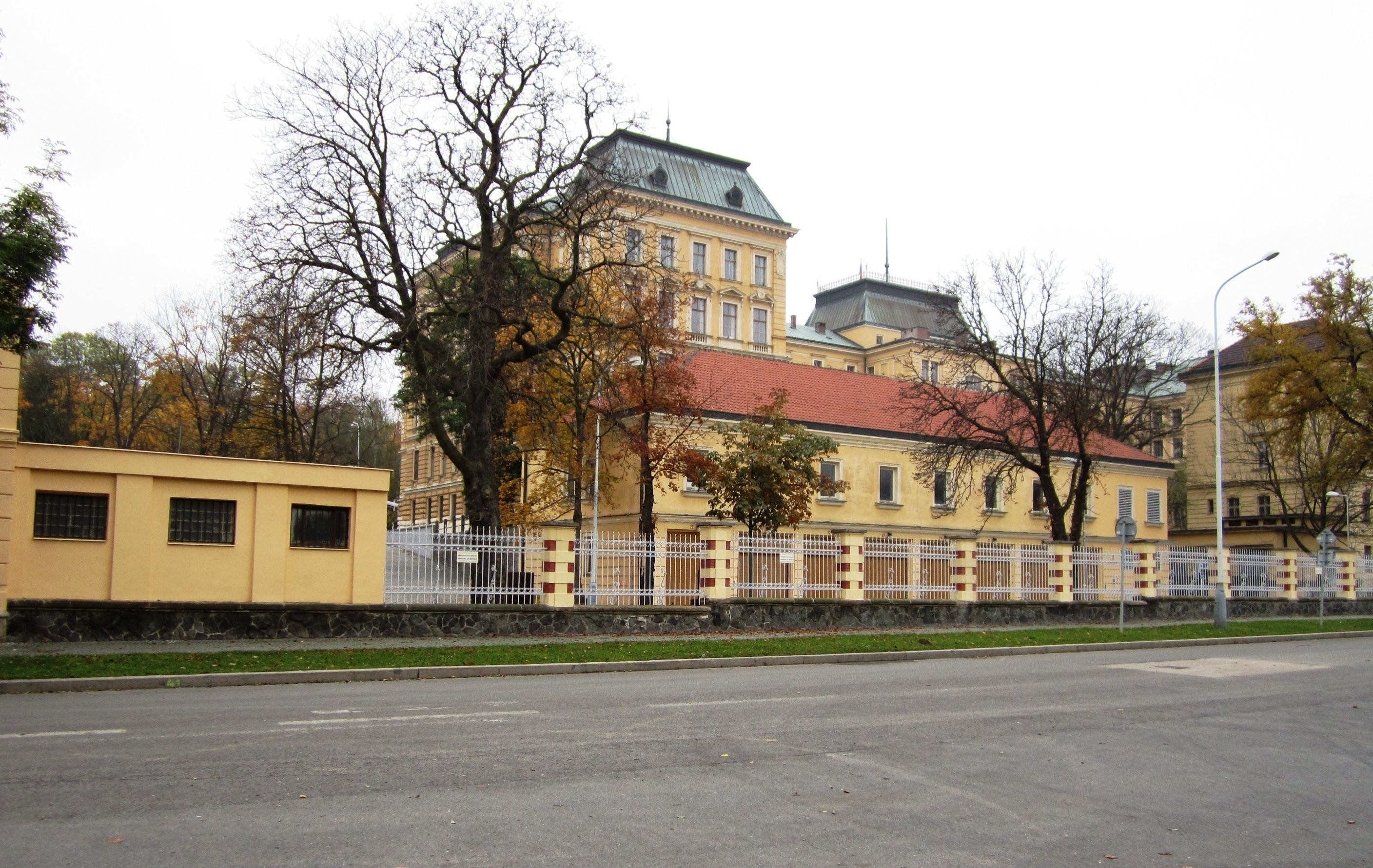
ساختمان سازمان اطلاعات نظامی جمهوری چک آدرس: Ministerstvo obrany
Tychonova 1
16001 Praha ۶
Telefon: +420 973 200 400
Fax: +420 973 200 450

سازمان اطلاعات نظامی (به چکی: Vojenské zpravodajství) نام یکی از سازمان‌های اطلاعاتی جمهوری چک است که به مسایل امنیتی می‌پردازد و وظیفه جمع‌آوری اطلاعات نظامی، حفاظت اطلاعات و فعالیت‌های ضداطلاعاتی در داخل و خارج از جمهوری چک را برعهده دارد. ارتش جمهوری چک از تحلیل‌های سازمان اطلاعات نظامی استفاده می‌کند. سازمان اطلاعات نظامی در سال ۲۰۰۵ تأسیس شد. پیش از سال ۲۰۰۵ جمهوری چک دو سازمان نظامی داشت که سازمان نخست وظیفه جمع اطلاعات در خارج از جمهوری چک و سازمان دوم وظیفه فعالیت‌های ضداطلاعاتی را برعهده داشت. در سال ۲۰۰۵ این دو سازمان در هم ادغام شدند. مرکز این سازمان در پایتخت جمهوری چک، پراگ است. این سازمان توسط قانون č. 154/1994 Sb تعریف شده‌است. مدیر سازمان اطلاعات نظامی ژنرال Rostislav Pilc است. مدیر این سازمان در مقابل وریر دفاع جمهوری چک مسولیت دارد. هر سال این سازمان ایک گزارش در مورد فعالیت‌های خود را منتشر می‌کند و پخش غیر مخفی از این گزارش در سایت اینترنتی سازمان اطلاعات نظامی منتشر می‌شود.

## فعالیت نظامی
سازمان اطلاعات نظامی از حکومت چک، رئیس جمهوری چک و وزارت دفاع جمهوری چک دستور می‌گیرد.
وظیفه کارمندان سازمان اطلاعات نظامی، جمع‌آوری اطلاعات در مورد سلاح‌های جدیدی است که می‌توانند تهدیدی برای امنیت جمهوری چک باشند. کارمندان این سازمان وظیفه جمع‌آوری اطلاعات در مورد سازمان‌های تروریستی را نیز بر عهده دارند. سازمان اطلاعات نظامی با سازمان‌های اطلاعاتی ناتو نیز همکاری می‌کند. همکاری با سازمان‌های اطلاعاتی خارجی در مطابق با بند ۱۰ قانون شماره 153/1994 Coll. می‌گیرد. سازمان اطلاعات نظامی اطلاعات‌های مهم به وسیله شیوه‌های HUMINT,SIGINT , OSINT دریافت می‌کنند.

## نیروی ویژه ارتش جمهوری چک
نیروی ویژه ۶۰۱ (به چکی: 601skupina speciálních sil generála Moravce) بخشی از ارتش جمهوری چک است که در کشور افغانستان علیه نیروهای حرکت طالبان می‌جنگد. سربازان نیروی ویژه۶۰۱ وظیفه جمع‌آوری اطلاعات و انجام عملیات نظامی علیه طالبان رادر ولایت قندهار بر عهده دارند. نیروی ویژه جمهوری چک تقریباً ۱۰۰ نفر است. یکی از بزرگترین تهدیدها برای ایسف و نیروی ویژه ارتش جمهوری چک همکاری مترجمان با گروه شورشیان است. این گروه‌های شورشیان از مترجمان که در پایگاه ایسف کار می‌کنند اطلاعات‌های در مورد زرم شیوه ایسف به دست می‌آورند. بر طبق اخبار سازمان اطلاعات نظامی نیروهای بین‌المللی نمی‌تواند به طالبان شکست بدهد و هر گونه مذاکرات با شورشیان بدون حمایت از مخالفان سیاسی افغانستان موفق نخواهد شد.

## مدیر سازمان امنیت و اطلاعات
مدیر سازمان اطلاعات نظامی در مقابل وزیر دفاع جمهوری چک مسولیت دارد. از سال ۲۰۱۲ سر سازمان اطلاعات نظامی ژنرال میلان کوواندا (Milan Kovanda) است که پس از خروج ژنرال اوندری پالنیک (Ondrej Páleník) مدیر این سازمان انتجاب شد. در سال ۲۰۱۳ ژنرال میلان کوواندا و ژنرال اوندری پالنیک به جرم سوء استفاده از قدرت متهم و دستگیر شدند.
| فهرست مدیرها                         | فهرست مدیرها | فهرست مدیرها |
| اسم مدیر                             | تاریخ        | عکس          |
| ------------------------------------ | ------------ | ------------ |
| gen. Ondrej Páleník                  | 2007-2012    |              |
| gen. ing. Milan Kovanda              | 2012-2013    |              |
| brigádní generál Ing. Rostislav Pilc | 2014         |              |